# 山田仁一郎
山田 仁一郎（やまだ じんいちろう、1970年 - ）は、日本の経営学者。京都大学大学院経済学研究科教授。日本ベンチャー学会副会長。

## 人物・経歴
東京都生まれ。1995年中央大学商学部会計学科卒業。金井一頼に師事し、1997年北海道大学大学院経済学研究科修士課程修了。2000年北海道大学大学院経済学研究科博士課程修了、博士（経営学）、香川大学経済学部専任講師。2001年香川大学経済学部助教授。2008年文部科学省科学技術・学術政策研究所客員研究官。2010年大阪市立大学大学院経営学研究科准教授。2015年九州大学ロバートファン・アントレプレナーシップセンター客員准教授。2016年大阪市立大学大学院経営学研究科教授。2020年日本ベンチャー学会副会長。2021年京都大学経営管理研究部・教育部教授。

## 著書
- 『大学発ベンチャーの組織化と出口戦略』中央経済社 2015年

### 共著
- 『プロデューサーのキャリア連帯：創造的個人の組織化戦略』（山下勝と共著）白桃書房 2010年
- 『アントレプレナーシップ入門』（忽那憲治, 長谷川博和, 高橋徳行, 五十嵐伸吾と共著）有斐閣 2013年